# Pokémon Platinum
Pokémon Platinum Version (ポケットモンスタープラチナ Poketto Monsutā Purachina) er et rollespil udviklet af Game Freak, udgivet af The Pokémon Company, og distribueret af Nintendo til Nintendo DS. Det er en opdateret udgave af Pokémon Diamond og Pearl og er en del af Pokemon-spilseriens fjerde generation. Det blev oprindeligt udgivet i Japan den 13. september 2008, i Nordamerika den 22. marts 2009, i Australien den 14. maj 2009 og i Europa den 22. maj 2009. Udviklerne lavede Platinum med den hensigt at leve en bedre udgave af Diamond og Pearl, som de kaldte de "ultimative" Pokémon-titler.
I Platinum spiller man enten som en mandlig eller kvindelig karakter og begynder med én af tre Pokémon, som bliver givet til én af Professor Rowan. Maskot-Pokémonen er Giratina, som spiller en central rolle i spillets plot. Mens den kun havde én form i Diamond og Pearl, så har den fået en alternativ form sammen med et helt nyt område kaldet the Distortion World (Forvrængningsverdenen), som har anderledes fysiklove fra den normale verden, som spillet foregår i. Gameplay'et beholder de traditionelle Pokémon-mekaniker. Spilleren udforske en stor landmasse kaldet Sinnoh-regionen, vis geografi strækker sig lige fra bjerge til søer, enge, beboelsesarealer, og snedækkede vidder. Som med forrige titler i serien kæmper spilleren med sine Pokémon mod andre Pokémon.
Pokémon Platinum er blevet mødt med en generelt positiv modtagelse med en gennemsnitlig score på 84 % og 83.14 % på henholdsvis Metacritic og GameRankings. Det blev rost for at være det bedste Pokémon-spil, som var blevet lavet indtil videre, og har yderligere fået ros for dets tilføjelser og ændringer fra Diamond og Pearl af publikationer som IGN, Nintendo Power og GamePro, men er også blevet kritiseret for at være for ens med dem. IGN rangerede det som de niendebedste Nintendo DS spil og nominerede det også som et af de bedste Nintendo DS rollespil fra 2009. Det var på det tidspunkt det hurtigst sælgende spil i Japan og havde fra og med den 31. marts 2010 solgt over 7,06 millioner eksemplarer verden over.